# Charles Deckert
Charles Deckert (* 30. Juli 1880 in Reims; † unbekannt) war ein französischer Turner.

## Leben und Karriere
Deckert nahm an den zweiten Olympischen Sommerspielen 1900 in der Hauptstadt Paris teil, belegte in dem als „Championnat International de Gymnastique“ bezeichneten Einzelmehrkampf (dem einzigen ausgetragenen Wettbewerb im Turnen) am 29. und 30. Juli 1900 – dem 20. Geburtstag des Franzosen – den 116. Rang unter 135 Teilnehmern und erreichte dabei nach Austragung der sechzehn Disziplinen insgesamt 184 von 320 maximal möglichen Punkten.